# Jersey Long
Jersey Long es un deportista canadiense que compitió en taekwondo. Ganó una medalla de plata en el Campeonato Mundial de Taekwondo de 1983, en la categoría de –78 kg.

## Palmarés internacional
| Campeonato Mundial | Campeonato Mundial     | Campeonato Mundial | Campeonato Mundial |
| Año                | Lugar                  | Medalla            | Categoría          |
| ------------------ | ---------------------- | ------------------ | ------------------ |
| 1983               | Copenhague (Dinamarca) | Medalla de plata   | –78 kg             |